# پرواز شماره ۱۵۲۵ آریا
پرواز شماره ۱۵۲۵ هواپیمایی آریا یک پرواز مسافربری متعلق به هواپیمایی آریا که از فرودگاه مهرآباد به سمت مشهد در حال پرواز بود ولی پس از فرود در فرودگاه بین‌المللی هاشمی‌نژاد مشهد به علت سرعت زیاد، و بنا بر برخی ادعاها بازنشدن چرخ‌های جلو، از باند خارج شد و در پی برخورد با بلوک حاشیه باند کابین هواپیما و ردیف‌های جلوی مسافران از بین رفتند. این هواپیما که در حدود ساعت ۱۸:۰۵ بعدازظهر ۲ مرداد ۱۳۸۸ پس از خروج از باند دچار حادثه شد، ۱۶ نفر از سرنشینانش کشته و ۲۱ نفر نیز زخمی شدند. هواپیمای سانحه دیده ۱۵۳ مسافر داشته‌است.

## هواپیما
هواپیمای پرواز شماره ۱۵۲۵ هواپیمایی آریاتور که دچار سانحه شد از نوع ایلیوشین آی‌ال-۶۲ ساخت کشور روسیه بوده‌است که متعلق به قزاقستان و تحت اجاره شرکت هواپیمایی آریا بود.

## شرح حادثه
به گفته شاهدان این هواپیما پس از فرود به علت سرعت زیاد از باند فرودگاه منحرف شده و دماغه آن با دیوار کنار فرودگاه برخورد می‌کند، وارد زمین‌های کشاورزی علی آباد کنار فرودگاه می‌شود و پس از برخورد با دکل‌های برق و تخریب آن‌ها آتش می‌گیرد و متوقف می‌شود. همچنین احمد مجیدی معاون وزیر راه و ترابری یکی از دلایل این حادثه را کوچکی باند و فرود آمدن هواپیما در وسط باند به جای ابتدای باند اعلام می‌کند.
رئیس سازمان هواپیمایی کشوری گفت هواپیما با سرعت ۱۹۷ نات روی باند فرود آمده‌ است در حالی که سرعت تعیین شده برای این هواپیما ۱۴۵ تا ۱۶۵ نات است.

## کشته و مجروحان
این هواپیما در کل ۱۵۳ مسافر و خدمه داشت که در هنگام حادثه به علت له شدن دماغه هواپیما کلیه کادر پرواز و مسافران ردیف اول جان خود را از دست دادند؛ و تعداد ۲۰ نفر نیز در این حادثه مجروح شدند.

### کشته‌شدگان
در این حادثه ۱۷ نفر جان خود را از دست دادند که از بین آن‌ها ۱۴ نفر کادر پرواز و ۳ نفر از مسافران بوده‌اند. در این سانحه ۹ نفر از آن‌ها از شهروندان قزاقستان که جزو کادر پرواز بودند نیز کشته شدند. در این پرواز تیمسار خلبان امین ثمره مرادی رئیس هیئت مدیره هواپیمایی آریا و نیز گلناز فلاح عیش‌آبادی، استاد آناتومی و عضو هیت علمی دانشگاه علوم پزشکی شیراز جان خود را از دست داد.

## اظهارات عجیب وزیر راه و ترابری ایران
بهبهانی با رد ضمنی بازنشدن چرخ‌های هواپیما در این رابطه گفت: هواپیما در هنگام فرود سرعت زیادی داشته‌است که با تذکر برج مراقبت یک دور از فرود صرفنظر می‌نماید ولیکن در دور دوم هم با سرعت زیاد به زمین می‌نشیند و به همین دلیل با طی طول باند و یک کیلومتر فضای حائل پی از آن با دیواره فرودگاه برخورد می‌کند.
وی خلبان‌های قزاقستانی این هواپیما را استاد خلبان دانست و افزود حضور مدیر عامل شرکت در کابین سبب از دست رفتن اعتماد به نفس آنان شده‌ است. وی همچنین گفت: این که در سفرها با انواع هواپیمای شرقی و غربی تردد کرده‌ام شاید بیشترین سفر هوایی که داشته ام با هواپیمای فوکر که از نوع شرقی می‌باشد بوده‌ است. [هواپیماهای فوکر ساخت هلند بوده و غربی محسوب می‌شوند، نه شرقی!] وی همچنین مدعی شد در سال ۱۳۸۸ ایران دو سانحه و آمریکا چند سانحه هوایی داشته‌ است.[در سال ۱۳۸۸ یا ۲۰۰۹ در امریکا یک سانحه هوایی  پرواز ۱۵۴۹ یو اس ایرویز روی داده که هیچ کشته ای نداشته است در حالی که شش سانحه در ایران روی داده( این سانحه ،  پرواز شماره ۷۹۰۸ هواپیمایی کاسپین ، سانحه آخرین هواپیمای آواکس ایران ، سانحه فوکر۱۰۰ اردبیل و دو سانحه دیگر) که چند صد نفر را به کام مرگ کشاندند!] 